# فيليب بلوم
فيليب بلوم (بالإنجليزية: Philip Bloom)‏ هو مصور سينمائي بريطاني، ولد في 20 مايو 1971 في المملكة المتحدة.

## وصلات خارجية
- فيليب بلوم على موقع IMDb (الإنجليزية)
- فيليب بلوم على موقع كينوبويسك (الروسية)
- فيليب بلوم على موقع كينوبويسك (الروسية)
- فيليب بلوم على موقع كينوبويسك (الروسية)